# Élections cantonales de 1992 en Guadeloupe
Les élections cantonales ont eu lieu les 22 et 29 mars 1992.
Lors de ces élections, 22 des 40 cantons de la Guadeloupe ont été renouvelés. 
Elles ont vu la reconduction de Dominique Larifla (GRAP) en tant que président du conseil général, poste qu'il occupe depuis 1985.
Mais sa majorité change, d'une Union de la Gauche socialiste-communiste classique, elle suit la nouvelle majorité qui gère la région. Elle regroupe la droite RPR pro Lucette Michaux-Chevry, des dissidents socialistes autour de M. Larifla et les anciens communistes du Parti progressiste démocratique guadeloupéen, créé en 1991.

## Résultats à l’échelle du département
Répartition départementale des résultats (2e tour).
- PCG (11,6 %)
- FGPS (7,4 %)
- Majorité (37,66 %)
- UPLG (10,55 %)
- RPR (14,84 %)
- DVD (17,95 %)

| Étiquette      | Étiquette                                           | Premier tour | Premier tour | Second tour | Second tour | Sièges |
| Étiquette      | Étiquette                                           | Voix         | %            | Voix        | %           | Sièges |
| -------------- | --------------------------------------------------- | ------------ | ------------ | ----------- | ----------- | ------ |
|                | Union populaire pour la libération de la Guadeloupe | 7 361        | 10,97        | 3 467       | 10,55       | 0      |
|                |                                                     |              |              |             |             |        |
|                | Fédération guadeloupéenne du Parti socialiste       | 13 001       | 19,38        | 3 266       | 9,94        | 4      |
|                | Groupe de Réflexion et d'Action pour la Guadeloupe  | 10 757       | 16,04        | 7 666       | 23,32       | 5      |
|                | Parti progressiste démocratique guadeloupéen        | 5 853        | 8,73         | 3 108       | 9,64        | 3      |
|                | Parti communiste guadeloupéen                       | 5 288        | 7,88         | 3 814       | 11,60       | 2      |
|                | Combat ouvrier                                      | 564          | 0,84         |             |             |        |
|                | Divers gauche                                       | 6 505        | 9,70         | 1 570       | 4,78        | 1      |
| Gauche         | Gauche                                              | 41 968       | 62,56        | 20 398      | 62,06       | 15     |
|                |                                                     |              |              |             |             |        |
|                | Divers droite                                       | 12 367       | 18,44        | 5 900       | 17,95       | 3      |
|                | Rassemblement pour la République                    | 3 797        | 5,66         | 4 878       | 14,84       | 3      |
|                | Union pour la démocratie française                  | 1 943        | 2,90         |             |             | 1      |
|                | Extrême droite                                      | 217          | 0,32         |             |             |        |
| Droite         | Droite                                              | 17 752       | 26,46        | 9 005       | 27,40       | 7      |
|                |                                                     |              |              |             |             |        |
| Inscrits       | Inscrits                                            | 122 663      | 100,00       | 62 584      | 100,00      |        |
| Abstention     | Abstention                                          | 49 572       | 40,41        | 28 150      | 44,98       |        |
| Votants        | Votants                                             | 73 091       | 59,59        | 34 434      | 55,02       |        |
| Blancs et nuls | Blancs et nuls                                      | 6 010        | 8,22         | 1 564       | 4,54        |        |
| Exprimés       | Exprimés                                            | 67 081       | 91,78        | 32 870      | 95,46       |        |

### Assemblée sortante
| Parti                                              | Sigle | Élus |
| -------------------------------------------------- | ----- | ---- |
| Majorité (28 sièges)                               |       |      |
| Fédération guadeloupéenne du Parti socialiste      | FGPS  | 13   |
| Parti progressiste démocratique guadeloupéen       | PPDG  | 8    |
| Parti communiste guadeloupéen                      | PCG   | 3    |
| Groupe de Réflexion et d'Action pour la Guadeloupe | GRAP  | 1    |
| Divers gauche                                      | DVG   | 3    |
| Opposition (14 sièges)                             |       |      |
| Rassemblement pour la République                   | RPR   | 6    |
| Union pour la démocratie française                 | UDF   | 2    |
| Divers droite                                      | DVD   | 6    |
| Président du conseil général                       |       |      |
| Dominique Larifla (GRAP)                           |       |      |

### Assemblée élue
| Parti                                               | Sigle | Élus |
| --------------------------------------------------- | ----- | ---- |
| Majorité (27 sièges)                                |       |      |
| Parti progressiste démocratique guadeloupéen        | PPDG  | 8    |
| Rassemblement pour la République                    | RPR   | 7 1  |
| Groupe de Réflexion et d'Action pour la Guadeloupe  | GRAP  | 3 2  |
| Divers droite                                       | DVD   | 6 1  |
| Divers gauche                                       | DVG   | 3    |
| Union pour la démocratie française                  | UDF   | 2    |
| Opposition (15 sièges)                              |       |      |
| Fédération guadeloupéenne du Parti socialiste       | FGPS  | 11 2 |
| Parti communiste guadeloupéen                       | PCG   | 3    |
| Union populaire pour la libération de la Guadeloupe | UPLG  | 1 1  |
| Président du conseil général                        |       |      |
| Dominique Larifla (GRAP)                            |       |      |

## Résultats par canton

### Canton des Abymes-1
| Candidats      | Candidats           | Étiquette      | Premier tour | Premier tour |
| Candidats      | Candidats           | Étiquette      | Voix         | %            |
| -------------- | ------------------- | -------------- | ------------ | ------------ |
|                | Rosan Fanhan*       | FGPS           | 1 976        | 61,40        |
|                | Andréa Cece Farouil | FRUI-G         | 714          | 22,19        |
|                | Guy Compper         | UPLG           | 296          | 9,20         |
|                | Félicien Blonbou    | PCG            | 177          | 5,50         |
|                | Alain Pierre Justin | diss FGPS      | 55           | 1,71         |
|                |                     |                |              |              |
| Inscrits       | Inscrits            | Inscrits       | 5 641        | 100,00       |
| Abstention     | Abstention          | Abstention     | 2 051        | 36,36        |
| Votants        | Votants             | Votants        | 3 590        | 63,64        |
| Blancs et nuls | Blancs et nuls      | Blancs et nuls | 372          | 10,36        |
| Exprimés       | Exprimés            | Exprimés       | 3 218        | 89,64        |

*sortant

### Canton d'Anse-Bertrand
| Candidats      | Candidats              | Étiquette      | Premier tour | Premier tour | Second tour | Second tour |
| Candidats      | Candidats              | Étiquette      | Voix         | %            | Voix        | %           |
| -------------- | ---------------------- | -------------- | ------------ | ------------ | ----------- | ----------- |
|                | Jean-Emmanuel Barfleur | UPLG           | 1 247        | 27,95        | 1 448       | 29,88       |
|                | Victor Arthein         | PCG            | 1 104        | 24,75        | 1 969       | 40,63       |
|                | José Moustache         | RPR            | 1 095        | 24,55        | 1 429       | 29,49       |
|                | Socrate Tacita         | diss UPLG      | 637          | 14,28        |             |             |
|                | Claudy Viloin-Movrel   | FGPS           | 200          | 4,48         |             |             |
|                | Ernest Julienne        | PPDG           | 166          | 3,72         |             |             |
|                | Richard Neraulius      | DVG            | 12           | 0,27         |             |             |
|                |                        |                |              |              |             |             |
| Inscrits       | Inscrits               | Inscrits       | 7 639        | 100,00       | 7 739       | 100,00      |
| Abstention     | Abstention             | Abstention     | 2 922        | 38,25        | 2 774       | 35,84       |
| Votants        | Votants                | Votants        | 4 717        | 61,75        | 4 965       | 64,16       |
| Blancs et nuls | Blancs et nuls         | Blancs et nuls | 256          | 5,43         | 119         | 2,40        |
| Exprimés       | Exprimés               | Exprimés       | 4 461        | 94,57        | 4 846       | 97,60       |

### Canton de Baie-Mahault
| Candidats      | Candidats           | Étiquette      | Premier tour | Premier tour |
| Candidats      | Candidats           | Étiquette      | Voix         | %            |
| -------------- | ------------------- | -------------- | ------------ | ------------ |
|                | Édouard Chammougon* | DVD            | 3 504        | 75,58        |
|                | Andoche Mado        | UPLG           | 774          | 16,70        |
|                | Armel Balahuette    | FRUI-G         | 186          | 4,01         |
|                | Marcel Célanie      | PCG            | 96           | 2,07         |
|                | Christian Fiesque   | FGPS           | 76           | 1,64         |
|                |                     |                |              |              |
| Inscrits       | Inscrits            | Inscrits       | 7 971        | 100,00       |
| Abstention     | Abstention          | Abstention     | 2 912        | 36,53        |
| Votants        | Votants             | Votants        | 5 059        | 63,47        |
| Blancs et nuls | Blancs et nuls      | Blancs et nuls | 423          | 8,36         |
| Exprimés       | Exprimés            | Exprimés       | 4 636        | 91,64        |

*sortant

### Canton de Capesterre-Belle-Eau-1
| Candidats      | Candidats        | Étiquette      | Premier tour | Premier tour |
| Candidats      | Candidats        | Étiquette      | Voix         | %            |
| -------------- | ---------------- | -------------- | ------------ | ------------ |
|                | Léo Andy *       | FGPS           | 1 456        | 57,21        |
|                | Alain Lacavé     | PCG            | 799          | 31,39        |
|                | Gérard Lauriette | REG            | 290          | 11,39        |
|                |                  |                |              |              |
| Inscrits       | Inscrits         | Inscrits       | 4 448        | 100,00       |
| Abstention     | Abstention       | Abstention     | 1 642        | 36,92        |
| Votants        | Votants          | Votants        | 2 806        | 63,08        |
| Blancs et nuls | Blancs et nuls   | Blancs et nuls | 261          | 9,30         |
| Exprimés       | Exprimés         | Exprimés       | 2 545        | 90,70        |

*sortant

### Canton de Capesterre-Belle-Eau-2
| Candidats      | Candidats             | Étiquette      | Premier tour | Premier tour | Second tour | Second tour |
| Candidats      | Candidats             | Étiquette      | Voix         | %            | Voix        | %           |
| -------------- | --------------------- | -------------- | ------------ | ------------ | ----------- | ----------- |
|                | Joël Beaugendre       | RPR            | 1 124        | 34,45        | 2 285       | 64,19       |
|                | René-Maurice Péroumal | FRUI-G         | 1 015        | 31,11        | 1 275       | 35,81       |
|                | André Delannay        | FGPS           | 478          | 14,65        |             |             |
|                | Guy-Pierre Roch       | DVD            | 328          | 10,05        |             |             |
|                | Georges Nandan        | diss RPR       | 132          | 4,05         |             |             |
|                | Félix Flemin          | PCG            | 118          | 3,62         |             |             |
|                | Martin Paran          | DVD            | 68           | 2,08         |             |             |
|                |                       |                |              |              |             |             |
| Inscrits       | Inscrits              | Inscrits       | 5 891        | 100,00       | 5 891       | 100,00      |
| Abstention     | Abstention            | Abstention     | 2 321        | 39,40        | 2 225       | 37,77       |
| Votants        | Votants               | Votants        | 3 570        | 60,60        | 3 666       | 62,23       |
| Blancs et nuls | Blancs et nuls        | Blancs et nuls | 307          | 8,60         | 106         | 2,89        |
| Exprimés       | Exprimés              | Exprimés       | 3 263        | 91,40        | 3 560       | 97,11       |

### Canton de La Désirade
| Candidats      | Candidats           | Étiquette      | Premier tour | Premier tour |
| Candidats      | Candidats           | Étiquette      | Voix         | %            |
| -------------- | ------------------- | -------------- | ------------ | ------------ |
|                | Emmanuel Robin*     | FGPS           | 759          | 82,50        |
|                | Guibert Saint-Auret | FGPS           | 86           | 9,35         |
|                | Luc Eulalie         | FGPS           | 52           | 5,65         |
|                | Jean Mimiette       | DVD            | 23           | 2,50         |
|                |                     |                |              |              |
| Inscrits       | Inscrits            | Inscrits       | 1 501        | 100,00       |
| Abstention     | Abstention          | Abstention     | 559          | 37,24        |
| Votants        | Votants             | Votants        | 942          | 62,76        |
| Blancs et nuls | Blancs et nuls      | Blancs et nuls | 22           | 2,34         |
| Exprimés       | Exprimés            | Exprimés       | 920          | 97,66        |

*sortant

### Canton de Goyave
| Candidats      | Candidats        | Étiquette      | Premier tour | Premier tour | Second tour | Second tour |
| Candidats      | Candidats        | Étiquette      | Voix         | %            | Voix        | %           |
| -------------- | ---------------- | -------------- | ------------ | ------------ | ----------- | ----------- |
|                | Georges Louisor  | FGPS           | 652          | 31,47        | 822         | 42,39       |
|                | Frantz Segor     | FRUI-G         | 555          | 26,79        | 1 117       | 57,61       |
|                | Étienne Adonai   | diss FGPS      | 377          | 18,19        | Retrait     | Retrait     |
|                | Jean Laguerre    | DVD            | 328          | 15,83        |             |             |
|                | Raymond Garnier  | DVG            | 107          | 5,16         |             |             |
|                | Claude Chapiteau | DVD            | 47           | 2,27         |             |             |
|                | Pierre Deumié    | diss RPR       | 6            | 0,29         |             |             |
|                |                  |                |              |              |             |             |
| Inscrits       | Inscrits         | Inscrits       | 3 907        | 100,00       | 3 907       | 100,00      |
| Abstention     | Abstention       | Abstention     | 1 707        | 43,69        | 1 888       | 48,32       |
| Votants        | Votants          | Votants        | 2 200        | 56,31        | 2 019       | 51,68       |
| Blancs et nuls | Blancs et nuls   | Blancs et nuls | 128          | 5,82         | 80          | 3,96        |
| Exprimés       | Exprimés         | Exprimés       | 2 072        | 94,18        | 1 939       | 96,04       |

### Canton de Lamentin
| Candidats      | Candidats                   | Étiquette      | Premier tour | Premier tour |
| Candidats      | Candidats                   | Étiquette      | Voix         | %            |
| -------------- | --------------------------- | -------------- | ------------ | ------------ |
|                | José Toribo                 | PSG            | 2 201        | 50,06        |
|                | Deher Dugamin               | FRUI-G         | 737          | 16,76        |
|                | Reinette Germain-Juliard    | diss FGPS      | 563          | 12,80        |
|                | Wilfrid Gayadine-Harricharn | UPLG           | 400          | 9,10         |
|                | Georges Dagonia*            | FGPS           | 310          | 7,05         |
|                | Richard Divialle            | DVD            | 93           | 2,12         |
|                | Bruno Treil                 | CO             | 74           | 1,68         |
|                | Marcelle Achelon-Pépin      | PPDG           | 19           | 0,43         |
|                |                             |                |              |              |
| Inscrits       | Inscrits                    | Inscrits       | 7 168        | 100,00       |
| Abstention     | Abstention                  | Abstention     | 2 595        | 36,20        |
| Votants        | Votants                     | Votants        | 4 573        | 63,80        |
| Blancs et nuls | Blancs et nuls              | Blancs et nuls | 176          | 3,85         |
| Exprimés       | Exprimés                    | Exprimés       | 4 397        | 96,15        |

*sortant

### Canton de  Morne-à-l'Eau-1
| Candidats      | Candidats             | Étiquette      | Premier tour | Premier tour | Second tour | Second tour |
| Candidats      | Candidats             | Étiquette      | Voix         | %            | Voix        | %           |
| -------------- | --------------------- | -------------- | ------------ | ------------ | ----------- | ----------- |
|                | Abdon Saman*          | DVD            | 1 025        | 32,26        | 1 540       | 45,49       |
|                | Julien Chovino        | PCG            | 911          | 28,67        | 1 845       | 54,51       |
|                | Édouard Capitolin     | FGPS           | 615          | 19,36        | Retrait     | Retrait     |
|                | Michelle Makaia-Zenon | DVG            | 291          | 9,16         |             |             |
|                | Garbin Firmin         | FRUI-G         | 259          | 8,15         |             |             |
|                | Sylvain Hildebert     | app FGPS       | 76           | 2,39         |             |             |
|                |                       |                |              |              |             |             |
| Inscrits       | Inscrits              | Inscrits       | 5 771        | 100,00       | 5 771       | 100,00      |
| Abstention     | Abstention            | Abstention     | 2 272        | 39,37        | 2 203       | 38,17       |
| Votants        | Votants               | Votants        | 3 499        | 60,63        | 3 568       | 61,83       |
| Blancs et nuls | Blancs et nuls        | Blancs et nuls | 322          | 9,20         | 183         | 5,13        |
| Exprimés       | Exprimés              | Exprimés       | 3 177        | 90,80        | 3 385       | 94,87       |

*sortant

### Canton de Morne-à-l'Eau-2
| Candidats      | Candidats      | Étiquette      | Premier tour | Premier tour | Second tour | Second tour |
| Candidats      | Candidats      | Étiquette      | Voix         | %            | Voix        | %           |
| -------------- | -------------- | -------------- | ------------ | ------------ | ----------- | ----------- |
|                | Jean Bardail * | FGPS           | 1 071        | 36,15        | 1 611       | 50,71       |
|                | Favrot Davrain | app FGPS       | 967          | 32,64        | 1 566       | 49,29       |
|                | Franck Garain  | DVD            | 532          | 17,95        | Retrait     | Retrait     |
|                | Jérôme Baral   | PCG            | 214          | 7,22         |             |             |
|                | Marius Filomin | DVG            | 130          | 4,39         |             |             |
|                | Benoit Rhinan  | UPLG           | 49           | 1,65         |             |             |
|                |                |                |              |              |             |             |
| Inscrits       | Inscrits       | Inscrits       | 5 086        | 100,00       | 5 047       | 100,00      |
| Abstention     | Abstention     | Abstention     | 1 898        | 37,32        | 1 731       | 34,30       |
| Votants        | Votants        | Votants        | 3 188        | 62,68        | 3 316       | 65,70       |
| Blancs et nuls | Blancs et nuls | Blancs et nuls | 225          | 7,06         | 139         | 4,19        |
| Exprimés       | Exprimés       | Exprimés       | 2 963        | 92,94        | 3 177       | 95,81       |

*sortant

### Canton du Moule-1
| Candidats      | Candidats                 | Étiquette      | Premier tour | Premier tour | Second tour | Second tour |
| Candidats      | Candidats                 | Étiquette      | Voix         | %            | Voix        | %           |
| -------------- | ------------------------- | -------------- | ------------ | ------------ | ----------- | ----------- |
|                | Gabrielle Louis-Carabin * | FRUI-G         | 1 910        | 49,15        | 2 620       | 68,84       |
|                | Patrick Tacita            | UPLG           | 626          | 16,11        | 1 186       | 31,16       |
|                | Max Tabarin               | FGPS           | 497          | 12,79        |             |             |
|                | Raymond Ramaye            | RPR            | 450          | 11,58        |             |             |
|                | Auguste Arconte           | DVG            | 187          | 4,81         |             |             |
|                | Marcellin Chingan         | PCG            | 163          | 4,19         |             |             |
|                | Justinien Guéry           | DVG            | 53           | 1,36         |             |             |
|                |                           |                |              |              |             |             |
| Inscrits       | Inscrits                  | Inscrits       | 8 650        | 100,00       | 8 650       | 100,00      |
| Abstention     | Abstention                | Abstention     | 4 332        | 50,08        | 4 608       | 53,27       |
| Votants        | Votants                   | Votants        | 4 318        | 49,92        | 4 042       | 46,73       |
| Blancs et nuls | Blancs et nuls            | Blancs et nuls | 432          | 10,00        | 236         | 5,84        |
| Exprimés       | Exprimés                  | Exprimés       | 3 886        | 90,00        | 3 806       | 94,16       |

*sortant

### Canton du Moule-2
| Candidats      | Candidats        | Étiquette      | Premier tour | Premier tour | Second tour | Second tour |
| Candidats      | Candidats        | Étiquette      | Voix         | %            | Voix        | %           |
| -------------- | ---------------- | -------------- | ------------ | ------------ | ----------- | ----------- |
|                | Guy Beaubois     | FRUI-G         | 616          | 29,33        | 1 088       | 56,64       |
|                | Hugues Razan     | app FGPS       | 451          | 21,48        | 833         | 43,36       |
|                | Jean Anzala      | RPR            | 397          | 18,90        |             |             |
|                | Christian Couchy | FGPS           | 386          | 18,38        |             |             |
|                | Henri Beaujean * | RPR            | 170          | 8,10         |             |             |
|                | Jean Galleron    | DVD            | 80           | 3,81         |             |             |
|                |                  |                |              |              |             |             |
| Inscrits       | Inscrits         | Inscrits       | 4 160        | 100,00       | 4 160       | 100,00      |
| Abstention     | Abstention       | Abstention     | 1 824        | 43,85        | 2 089       | 50,22       |
| Votants        | Votants          | Votants        | 2 336        | 56,15        | 2 071       | 49,78       |
| Blancs et nuls | Blancs et nuls   | Blancs et nuls | 236          | 10,10        | 150         | 7,24        |
| Exprimés       | Exprimés         | Exprimés       | 2 100        | 89,90        | 1 921       | 92,76       |

### Canton de Petit-Bourg
| Candidats      | Candidats          | Étiquette      | Premier tour | Premier tour |
| Candidats      | Candidats          | Étiquette      | Voix         | %            |
| -------------- | ------------------ | -------------- | ------------ | ------------ |
|                | Dominique Larifla* | FRUI-G         | 2 851        | 68,48        |
|                | Ary Broussillon    | UPLG           | 1 244        | 29,88        |
|                | Christian Zamia    | REG            | 68           | 1,63         |
|                |                    |                |              |              |
| Inscrits       | Inscrits           | Inscrits       | 7 983        | 100,00       |
| Abstention     | Abstention         | Abstention     | 3 417        | 42,80        |
| Votants        | Votants            | Votants        | 4 566        | 57,20        |
| Blancs et nuls | Blancs et nuls     | Blancs et nuls | 403          | 8,83         |
| Exprimés       | Exprimés           | Exprimés       | 4 163        | 91,17        |

*sortant

### Canton de Pointe-à-Pitre-1
| Candidats      | Candidats                | Étiquette      | Premier tour | Premier tour | Second tour | Second tour |
| Candidats      | Candidats                | Étiquette      | Voix         | %            | Voix        | %           |
| -------------- | ------------------------ | -------------- | ------------ | ------------ | ----------- | ----------- |
|                | Lucien Parize*           | PPDG           | 1 368        | 45,43        | 1 395       | 60,94       |
|                | Louis Dessout            | RPR            | 581          | 19,30        | 894         | 39,06       |
|                | Félix Proto              | FGPS           | 320          | 10,63        |             |             |
|                | Pauline Ibène-Mérault    | PCG            | 277          | 9,20         |             |             |
|                | Roland Thésauros         | UPLG           | 226          | 7,51         |             |             |
|                | Philippe Hazael-Massieux | diss RPR       | 196          | 6,51         |             |             |
|                | Christian Martial        | DVG            | 43           | 1,43         |             |             |
|                |                          |                |              |              |             |             |
| Inscrits       | Inscrits                 | Inscrits       | 4 974        | 100,00       | 4 974       | 100,00      |
| Abstention     | Abstention               | Abstention     | 1 728        | 34,74        | 2 566       | 51,59       |
| Votants        | Votants                  | Votants        | 3 246        | 65,26        | 2 408       | 48,41       |
| Blancs et nuls | Blancs et nuls           | Blancs et nuls | 235          | 7,24         | 119         | 4,94        |
| Exprimés       | Exprimés                 | Exprimés       | 3 011        | 92,76        | 2 289       | 95,06       |

*sortant

### Canton de Pointe-à-Pitre-2
| Candidats      | Candidats         | Étiquette      | Premier tour | Premier tour |
| Candidats      | Candidats         | Étiquette      | Voix         | %            |
| -------------- | ----------------- | -------------- | ------------ | ------------ |
|                | Daniel Genies*    | PPDG           | 1 852        | 62,80        |
|                | Ernest Daninthe   | PCG            | 387          | 13,12        |
|                | Frédéric Lacrosse | FGPS           | 234          | 7,93         |
|                | Otama Kawamura    | FGPS           | 81           | 2,75         |
|                | Eugène Plumasseau | UPLG           | 272          | 9,22         |
|                | Raymond Beliny    | DVD            | 123          | 4,17         |
|                |                   |                |              |              |
| Inscrits       | Inscrits          | Inscrits       | 5 490        | 100,00       |
| Abstention     | Abstention        | Abstention     | 1 963        | 35,76        |
| Votants        | Votants           | Votants        | 3 527        | 64,24        |
| Blancs et nuls | Blancs et nuls    | Blancs et nuls | 578          | 16,39        |
| Exprimés       | Exprimés          | Exprimés       | 2 949        | 83,61        |

*sortant

### Canton de Pointe-à-Pitre-3
| Candidats      | Candidats          | Étiquette      | Premier tour | Premier tour |
| Candidats      | Candidats          | Étiquette      | Voix         | %            |
| -------------- | ------------------ | -------------- | ------------ | ------------ |
|                | Alain Sémiramoth * | PPDG           | 1 886        | 54,81        |
|                | Michel Bangou      | PCG            | 906          | 26,33        |
|                | Robert Balaye      | FGPS           | 507          | 14,73        |
|                | Raymond Sorèze     | FGPS           | 142          | 4,13         |
|                |                    |                |              |              |
| Inscrits       | Inscrits           | Inscrits       | 6 185        | 100,00       |
| Abstention     | Abstention         | Abstention     | 2 183        | 35,30        |
| Votants        | Votants            | Votants        | 4 002        | 64,70        |
| Blancs et nuls | Blancs et nuls     | Blancs et nuls | 561          | 14,02        |
| Exprimés       | Exprimés           | Exprimés       | 3 441        | 85,98        |

*sortant

### Canton de Pointe-Noire
| Candidats      | Candidats          | Étiquette      | Premier tour | Premier tour |
| Candidats      | Candidats          | Étiquette      | Voix         | %            |
| -------------- | ------------------ | -------------- | ------------ | ------------ |
|                | Claude Guillaume * | FRUI-G         | 1 914        | 51,45        |
|                | Félix Desplan      | FGPS           | 1 579        | 42,45        |
|                | Christian Judith   | DVD            | 125          | 3,36         |
|                | Stéphane Jacob     | PCG            | 70           | 1,88         |
|                | Jules Kamoise      | diss FGPS      | 32           | 0,86         |
|                |                    |                |              |              |
| Inscrits       | Inscrits           | Inscrits       | 5 629        | 100,00       |
| Abstention     | Abstention         | Abstention     | 1 718        | 30,52        |
| Votants        | Votants            | Votants        | 3 911        | 69,48        |
| Blancs et nuls | Blancs et nuls     | Blancs et nuls | 191          | 4,88         |
| Exprimés       | Exprimés           | Exprimés       | 3 720        | 95,12        |

*sortant

### Canton de Saint-Barthélemy
| Candidats      | Candidats       | Étiquette      | Premier tour | Premier tour |
| Candidats      | Candidats       | Étiquette      | Voix         | %            |
| -------------- | --------------- | -------------- | ------------ | ------------ |
|                | Nordling Magras | RPR            | 678          | 89,33        |
|                | Loïc Codrons    | DVD            | 81           | 10,67        |
|                |                 |                |              |              |
| Inscrits       | Inscrits        | Inscrits       | 2 630        | 100,00       |
| Abstention     | Abstention      | Abstention     | 1 770        | 67,30        |
| Votants        | Votants         | Votants        | 860          | 32,70        |
| Blancs et nuls | Blancs et nuls  | Blancs et nuls | 101          | 11,74        |
| Exprimés       | Exprimés        | Exprimés       | 759          | 88,26        |

### Canton de Saint-Claude
| Candidats      | Candidats             | Étiquette      | Premier tour | Premier tour |
| Candidats      | Candidats             | Étiquette      | Voix         | %            |
| -------------- | --------------------- | -------------- | ------------ | ------------ |
|                | Simon Barlagne *      | UDF            | 1 943        | 61,53        |
|                | Alain Winter-Durinnel | DVD            | 972          | 30,78        |
|                | Henry Corenthin       | UPLG           | 177          | 5,60         |
|                | Maurice Labry         | PCG            | 66           | 2,09         |
|                |                       |                |              |              |
| Inscrits       | Inscrits              | Inscrits       | 6 292        | 100,00       |
| Abstention     | Abstention            | Abstention     | 2 966        | 47,14        |
| Votants        | Votants               | Votants        | 3 326        | 52,86        |
| Blancs et nuls | Blancs et nuls        | Blancs et nuls | 168          | 5,05         |
| Exprimés       | Exprimés              | Exprimés       | 3 158        | 94,95        |

*sortant

### Canton de Saint-Martin-1
| Candidats      | Candidats              | Étiquette      | Premier tour | Premier tour | Second tour | Second tour |
| Candidats      | Candidats              | Étiquette      | Voix         | %            | Voix        | %           |
| -------------- | ---------------------- | -------------- | ------------ | ------------ | ----------- | ----------- |
|                | Louis-Constant Fleming | app RPR        | 1 018        | 49,47        | 1 256       | 63,40       |
|                | Jean-Luc Hamlet        | DVG            | 737          | 35,81        | 725         | 36,60       |
|                | Edouard Roussat        | EXD            | 217          | 10,54        |             |             |
|                | Louis Jeffry           | DVD            | 86           | 4,18         |             |             |
|                |                        |                |              |              |             |             |
| Inscrits       | Inscrits               | Inscrits       | 4 220        | 100,00       | 4 210       | 100,00      |
| Abstention     | Abstention             | Abstention     | 2 068        | 49,00        | 2 177       | 51,71       |
| Votants        | Votants                | Votants        | 2 152        | 51,00        | 2 033       | 48,29       |
| Blancs et nuls | Blancs et nuls         | Blancs et nuls | 94           | 4,37         | 52          | 2,56        |
| Exprimés       | Exprimés               | Exprimés       | 2 058        | 95,63        | 1 981       | 97,44       |

### Canton de Saint-Martin-2
| Candidats      | Candidats         | Étiquette      | Premier tour | Premier tour | Second tour | Second tour |
| Candidats      | Candidats         | Étiquette      | Voix         | %            | Voix        | %           |
| -------------- | ----------------- | -------------- | ------------ | ------------ | ----------- | ----------- |
|                | Robert Weinum *   | RPR            | 900          | 43,33        | 1 164       | 57,94       |
|                | Guillaume Arnel   | DVG            | 652          | 31,39        | 845         | 42,06       |
|                | Georges Gumbs     | REG            | 491          | 23,64        | Retrait     | Retrait     |
|                | Louis Beauperthuy | DVD            | 34           | 1,64         |             |             |
|                |                   |                |              |              |             |             |
| Inscrits       | Inscrits          | Inscrits       | 3 870        | 100,00       | 3 841       | 100,00      |
| Abstention     | Abstention        | Abstention     | 1 710        | 44,19        | 1 787       | 46,52       |
| Votants        | Votants           | Votants        | 2 160        | 55,81        | 2 054       | 53,48       |
| Blancs et nuls | Blancs et nuls    | Blancs et nuls | 83           | 3,84         | 45          | 2,19        |
| Exprimés       | Exprimés          | Exprimés       | 2 077        | 96,16        | 2 009       | 97,81       |

*sortant

### Canton de Trois-Rivières
| Candidats      | Candidats               | Étiquette      | Premier tour | Premier tour | Second tour | Second tour |
| Candidats      | Candidats               | Étiquette      | Voix         | %            | Voix        | %           |
| -------------- | ----------------------- | -------------- | ------------ | ------------ | ----------- | ----------- |
|                | Germain Jean-Louis      | DVD            | 1 305        | 31,78        | 2 184       | 55,19       |
|                | Joseph Devarieux        | DVD            | 1 221        | 29,73        | Retrait     | Retrait     |
|                | Charles-Henri Bourgeois | PPDG           | 572          | 13,93        | 1 773       | 44,81       |
|                | Marc Barthel            | UPLG           | 433          | 10,54        |             |             |
|                | Franck Lasserre         | DVG            | 360          | 8,77         |             |             |
|                | Jacques Paulo           | REG            | 171          | 4,16         |             |             |
|                | Marcel Ménage           | FGPS           | 45           | 1,10         |             |             |
|                |                         |                |              |              |             |             |
| Inscrits       | Inscrits                | Inscrits       | 7 557        | 100,00       | 8 394       | 100,00      |
| Abstention     | Abstention              | Abstention     | 3 014        | 39,88        | 4 102       | 48,87       |
| Votants        | Votants                 | Votants        | 4 543        | 60,12        | 4 292       | 51,13       |
| Blancs et nuls | Blancs et nuls          | Blancs et nuls | 436          | 9,60         | 335         | 7,81        |
| Exprimés       | Exprimés                | Exprimés       | 4 107        | 90,40        | 3 957       | 92,19       |